# ミハイル・ホドルコフスキー
ミハイル・ボリソヴィチ・ホドルコフスキー（ロシア語: Михаи́л Бори́сович Ходорко́вский, Mikhail Borisovich Khodorkovskii: , 1963年6月26日 - ）は、ロシアの元実業家・企業家、政治運動家。石油会社ユコス社の元社長。新興財閥（オリガルヒ）のひとり。2023年現在は、英国ロンドンで事実上の亡命生活を送っている。

## 経歴

### 財閥形成
ソビエト連邦時代のモスクワで、ユダヤ系で戦災孤児であった父親とロシア人の母親との間に生まれた。母方の祖父はボリシェヴィキであり、「階級の敵」との結婚で共産党から追放された。母親は医学の勉強を断念してカリブルの工場に就職し、エンジニアとして働いている。メンデレーエフ記念化学工科大学卒業。コムソモール書記となる。
1988年、コムソモールの組織を土台として、メナテップ（部門間科学技術プログラム）グループを発足させた。ソ連ジルソツ銀行と合同し、同年12月、科学技術進歩商業革新銀行を設立。同行は1990年、メナテップ銀行（バンク・メナテップ）と改称して、同行を中心にメナテップ・グループを拡大する。メナテップ銀行は、ソ連共産党の隠れ資産の運用・資金移転を実行していたとも言われる。同行は、1992年のエゴール・ガイダル、アナトリー・チュバイスが主導したバウチャー方式の民営化と、1995年に実施された株式担保型民営化の過程で多数の企業を取得し、巨大な持株会社を形成した。
1995年9月、グループ管理会社として「ロスプロム」を設立。メナテップ･グループは、外国為替取引や国債運用でグループの資産を増やすと同時に、ロシア国内の有望な企業に対して投資・買収を実施していった。「ロスプロム」にはメナテップ･グループの投資部門が切り離され、「ロスプロム・グループ」として一大財閥を形成する。担保入札を通じて食品、繊維、建材、金属などの企業を傘下に収める。石油会社ユコスもそのような形で吸収した企業のひとつであった。

### 政治への関与
1995年ロシア下院選挙で第一党に躍進したロシア連邦共産党のゲンナジー・ジュガーノフ候補が1996年ロシア大統領選挙で有力視されるなか、これに危機感を募らせたボリス・ベレゾフスキーは他のオリガルヒと連携をとるようになり、ホドルコフスキーは後にベレゾフスキーが「7人の銀行家」（セミバンキルシチナ）と呼んだ政商の一人となった。
1996年4月27日、ベレゾフスキー傘下のネザビシマヤ・ガゼータでセルゲイ・クルギニャンが発表した13人の手紙にベレゾフスキーら他のセミバンキルシチナとともにホドルコフスキーは署名し、3日後の共産党とセミバンキルシチナの会議に参加したホドルコフスキー曰く共産党が大統領選の延期に同意した場合にエリツィン大統領がジュガーノフを首相に任命する案が議論されたが、共産党がオリガルヒと決裂したことをきっかけにセミバンキルシチナは大統領選の延期の代わりにエリツィンの再選を目指して自らの傘下のメディアと資金力を使ってエリツィン陣営を大々的に後押ししたためにエリツィン再選後のロシアでは大きな影響力を持つようになった。
1998年の商業銀行ランキングでロシア第5位となったメナテップ銀行は、同年のロシア金融危機によって破綻したものの、グループはユコスを中心として発展していく。ホドルコフスキーは、1998年ユコス社の社長に就任。原油の対米直接輸出を開始。ルクオイルと並ぶロシア最大の石油会社にユコスは成長する。2003年4月に「シブネフチ」社を吸収合併する計画を発表する。メナテップ銀行は、国際決済機関クリアストリームの2000年度口座リストに匿名口座をもっていた。同行は、1999年8月に発覚したクレムリンスキャンダルに巻き込まれていた。この事件は、IMFが貸し付けた数百億ドルをタックス・ヘイヴンへ隠した事件である。

### 逮捕・収監

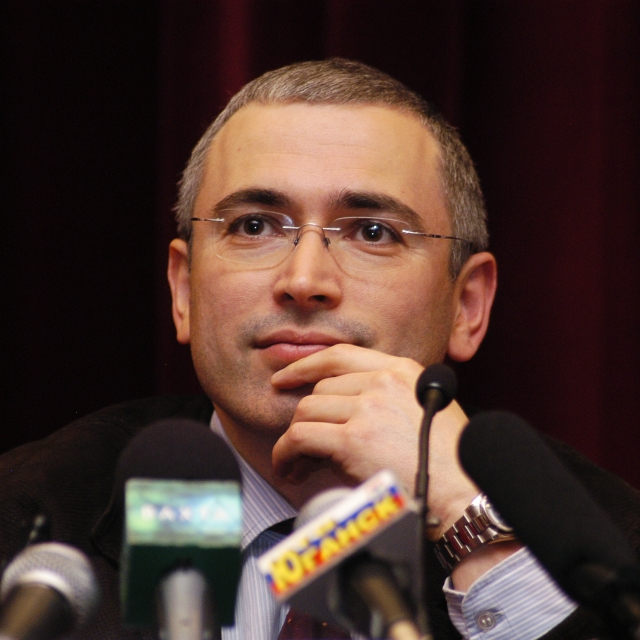
2001年

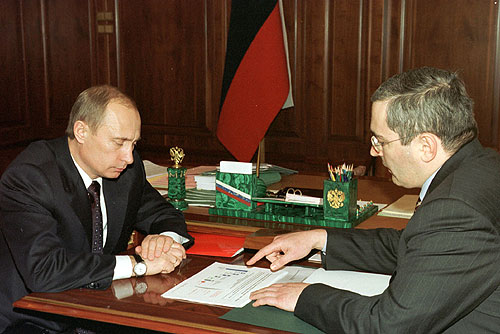
2002年12月20日、プーチン（左）と

2003年当時、ホドルコフスキーはロシアで最も裕福な人物とされ、その資産は160億ドルと推定された。だが、同年10月に、脱税などの罪で逮捕・起訴され、ユコスの社長を辞任した。ロシア内務省に証拠文書を送付したエレーナ・コロング＝ポポーワというフランス人女性は、後日に次のような告白をした。すなわち、ユコスの金融担当副社長だったアレクセイ・ゴルボヴィッチの指示に従って、1996年から2000年にかけて、セイシェル、ヴァージン諸島、キプロスなどに秘密口座を開設し、それらを通じて毎年4億ユーロの取引を行ったという。
ホドルコフスキーの逮捕・追及は、2003年後半にホドルコフスキーがプーチン大統領への批判を公言し始め、共産党を含む野党への献金で一線を越えたとプーチンが断じたことが直接的な原因となったと当時のロシア首相ミハイル・カシヤノフは後に証言している。ホドルコフスキーとともにユコスの共同所有者だったセルゲイ・ヴィクトロヴィッチ・ムラヴレンコは下院選挙で共産党から出馬して当選していた。さらにエリツィン時代に台頭したベレゾフスキーやウラジーミル・グシンスキー等のロシアのオリガルヒ（セミバンキルシチナ）がロシア政治に関与し続けることに反対するシロヴィキを中心としたプーチン政権側の警告というのが一般的な見方である。また、ユコスとシブネフチの合併で誕生するはずだった新会社の株式40%をアメリカの石油メジャーであるエクソンモービル社に取得させる交渉をしていたことも、石油の国家管理を進めるプーチン政権の反発を招いたともされる。
検察当局は、ホドルコフスキーに対して禁固10年を求刑した。2005年5月31日、モスクワ市メシャンスキー地区裁判所は、ホドルコフスキーに対して、禁固9年の実刑判決を言い渡した。共犯とされたメナテップ社レベジェフ会長に対しても、禁固9年の実刑判決が言い渡された。同年8月1日、獄中でエッセイを書き、共産党を含む野党でロシアの次期政権をつくるべきであると主張した。
同年9月22日、モスクワ市裁判所は、控訴審判決で、ホドルコフスキーに対し、禁固9年とした1審の判決を減刑し、禁固8年を言い渡した。また、1999年から2000年まで約170億ルーブル（約652億円相当）を脱税したとして、詐欺罪、横領罪でも有罪とされた。刑の確定により、同年12月に予定される下院補欠選挙に立候補する資格を失った。プーチン政権による事実上の立候補妨害との観測が強い。
その後シベリア・チタ州（現在はザバイカリエ地方）の刑務所に収監された。2005年10月、プーチン大統領（当時）の誕生日を前に、面会に来た親族や弁護士を通し「色々と大変でしょう、中佐殿」（プーチン氏は軍での階級は中佐で、階級の上では大佐など上司がいることになる）といった皮肉をこめた表現を織り交ぜて、誕生日を祝った。半年後の2006年4月、刑務所で他の囚人にナイフで斬りつけられた。メドヴェージェフ政権発足後の2008年7月16日、刑期の半分が過ぎたことから仮釈放を申請したが、同年7月22日、ザバイカリエ地方チタ市の地区裁判所はこれを却下した。2010年末、刑期の2017年までの延長が決定された。
2011年6月、欧州人権裁判所は、一連の公判や拘置環境の中で重大な人権侵害があったとして、ホドルコフスキーに対し、ロシア政府が2万4500ユーロを支払うよう命じた。

### 恩赦と国外亡命

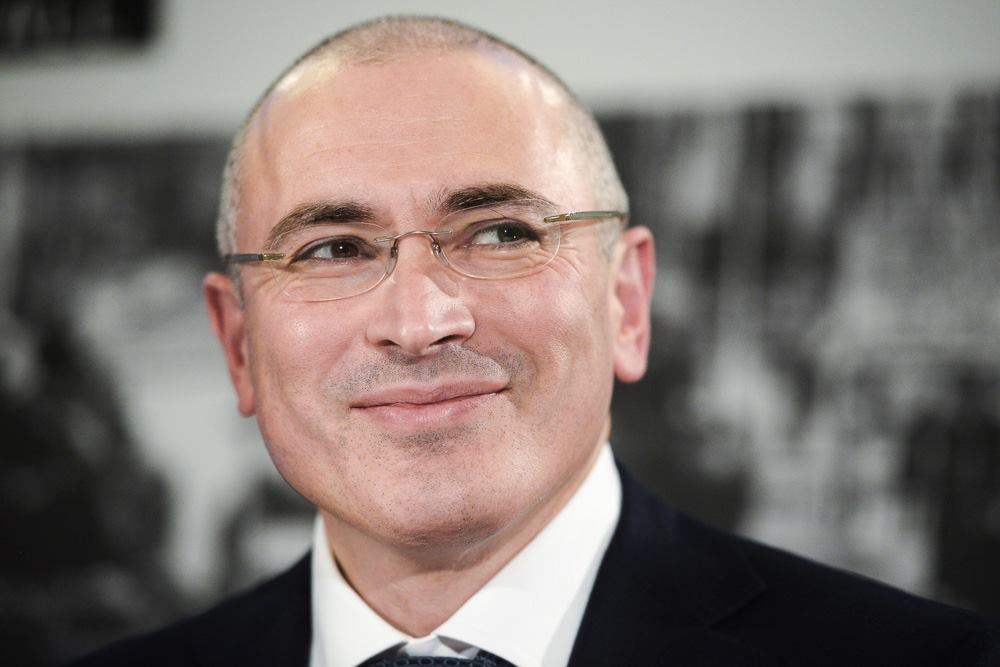
釈放後の記者会見でのホドルコフスキー（2013年12月22日）

2013年12月19日、プーチン大統領は恩赦について明言。翌20日にホドルコフスキーは釈放され、同日ドイツ・ベルリンのシェーネフェルト空港に到着。その後、ロンドンへ移った。釈放の舞台裏には、ハンス・ディートリヒ・ゲンシャー元独外相が仲介し、ドイツ政府も協力して秘密裏に行われた活動があったと観測されている。逮捕される二年前、ロシア開放財団(Open Russia Foundation)を設立し、そこにヘンリー・キッシンジャーとジェイコブ・ロスチャイルドを理事に迎えていた。
2017年、『日本経済新聞』のインタビューに対して、プーチン政権後をにらんでロシアの改革派政治運動を支援する意向を語った。アレクセイ・ナワルニーやドミトリー・グドコフを高く評価した
。
2022年、ロシアによるウクライナ侵攻後の4月5日に米シンクタンクである大西洋評議会のZOOM討論会に参加し、「21世紀の欧州大陸で侵略戦争を始め、戦争犯罪にも関与する男がロシアのような国を支配するべきではない」と、プーチン大統領を危険視する発言を行った。この討論会では、ロシアと中国の接近について「私の経験では中国は自分たちのアドバンテージをフルに使って揺さぶってくるタフネゴシエーターだ。ロシアが米欧と対立することは中国に付け込むスキを与える。プーチンが中国に接近するのはとんでもない誤りだ」と、対中依存によってロシアの資源が買い叩かれかねないという懸念を表明している。
オーストラリアン・ファイナンシャル・レヴューのインタビューに応じており、同年5月12日に記事になった。それによると、1995年1月にスイスで行われた世界経済フォーラムに出席した際、カフェで、ジョージ・ソロスが同じロシアの実業家ボリス・ベレゾフスキーに「君はこれまでいい暮らしをしてきた、今、共産主義者が戻ってくる、逃げる時だ」と言っているのを聞いたという。その後、ロシア政府は800以上ある国営企業をオリガルヒたちに買い取らせた。2000年7月に大統領に就任したプーチンは、エリツィン前大統領の取り巻きに自分への忠誠を誓わせたという。プーチン派のオリガルヒが企業を次々と取得していき、プーチン派以外のオリガルヒが粛清されていった。反発したホドルコフスキー自身も投獄された後に亡命を余儀なくされたという。このことから、今のオリガルヒは「プーチンに奉仕することと引き換えに権力と財産を得ている者」であると指摘している。
また、「ロシアは巨大かつ多様な国であることから、一元的に管理しようとすれば巨大な幕僚組織を持たねばならない。中央でこれほど大きな組織を持つことは、国民に対しては『外敵から国を守るということ』で説明されなければならない」ため、その正当性を保つために外敵に対する戦闘行為・侵略行為を続けることを余儀なくされるとプーチン大統領の行動原理を説明している。プーチン大統領も自ら権力を握った社会システムの囚人であるため、勝利・成功でしか国内に説明できないことから敗北するまで前進するほかなく、問題はどの土地で敗北するかだけであると語っている。
文藝春秋2022年7月号のインタビューにも応じ、プーチン大統領は「汚職と犯罪」でロシアを統治しており、経済社会問題を覆い隠すため「外敵」を利用して繰り返し戦争に訴えていると述べた。「戦争を長期化させて、ウクライナを支援し、ロシアに経済制裁をかけている西側が折れて来るのを待っている」のがプーチン大統領の目論見であり、「ウクライナを断固として支援し続け、プーチンを止めなければ、西側はおそらく1～2年のうちにもっと大きな代償を払うことになるということだ。少しでも譲歩すれば、プーチンは必ず次の攻撃を仕掛けてくる――そう指摘するゼレンスキー政権の見立ては正しい」としている。
ロシア人の心理については『反対を表明することによる身の危険への恐れ』と『ウクライナ人を虐殺する行為を肯定する悪者になりたくない』ことから「みんな嘘をついている」「どっちも悪い」という考えで自身を納得させようとしているもので、実際にロシアではプーチン政権への抵抗運動は危険であるため、現実に取りうる手段はサボタージュくらいだろうと見ている。「かつてはロシア人とウクライナ人はひとつの民だった」ことが事実でも、もはや別の国であり市民社会もロシアと違うアイデンティティーが確立済みであった。さらには「侵攻がウクライナをひとつにまとめてしまった」ことにロシア人は驚いているという。
2023年6月23日に民間軍事会社ワグネルの創始者エフゲニー・プリゴジンがロシア国防省に反旗を翻し武装蜂起（ワグネルの反乱）を開始した際にはプリゴジン支持を国民に呼びかけた。また反体制派のボリス・ナジェージュジンが2024年の大統領選挙への出馬を目指していた際には支援を表明し、立候補に必要な署名を呼びかけた。